# Karoline Krüger
Pour les articles homonymes, voir Krüger.
Karoline Krüger est une chanteuse et compositrice norvégienne, née le 13 février 1970 à Bergen.

## Biographie
Karoline Krüger a commencé sa carrière musicale à l'adolescence, en chantant dans des groupes locaux.
En 1986, elle a remporté le Melodi Grand Prix, la sélection nationale norvégienne pour le Concours Eurovision de la chanson, avec la chanson "I Know It's a Lie" ("Je sais que c'est un mensonge"), la chanson du film français Les Fugitifs, écrite par Vladimir Cosma. Cette chanson a été interprétée par la chanteuse Anne-Cathrine Herdestad au Concours Eurovision 1987, où elle a terminé à la 18e place.
Le 30 avril 1988, Karoline Krüger représente son pays, la Norvège, au 33e Concours Eurovision de la chanson à Dublin en Irlande. Elle y interprète la chanson For var jord (littéralement « Pour notre terre ») et se classe 5e sur 21 pays.
Après le Concours Eurovision, Karoline Krüger a sorti plusieurs albums solo, dont "Fasetter" (1990), "Lollipop Jukebox" (1994) et "Fuglehjerte" (1997). Elle a également connu le succès en tant que compositrice, en écrivant des chansons pour d'autres artistes norvégiens, tels que Sissel Kyrkjebø et Bertine Zetlitz.
En 1988 toujours, elle collabore à nouveau avec Vladimir Cosma en interprétant You Call It Love, chanson originale du film français L'Étudiante.
Depuis les années 2000, Karoline Krüger s'est principalement consacrée au théâtre musical et à la composition. Elle a joué dans plusieurs productions norvégiennes, dont "Les Misérables", "Mamma Mia!" et "Chess". Elle a également composé de la musique pour des pièces de théâtre et des films.
En 2023, Karoline Krüger a participé à l'émission de télé-réalité norvégienne "Hver gang vi møtes" ("Chaque fois que nous nous rencontrons"), dans laquelle des chanteurs norvégiens interprètent les chansons des uns et des autres.

## Vie privée
Karoline Krüger est mariée au chanteur et compositeur Sigvart Dagsland depuis 1993. Ils ont deux filles ensemble.

## Discographie
- I Know It's a Lie (1986) - bande originale du film Les Fugitifs
- You Call It Love (single) (1988) - bande originale du film L'Étudiante
- Fasetter (1988)
- En gang i alles liv (1991)
- Fuglehjerte (1993)
- Den andre historien (1996)
- Sirkeldans (1999)
- De to stemmer (2004)